# My Tiny Senpai
My Tiny Senpai (яп. うちの会社の小さい先輩の話 Ути но кайся но ти:сай сэмпай но ханаси, «Рассказ о крошечной сэмпай с моей работы») — японская манга, написанная и проиллюстрированная мангакой под псевдонимом Сайсо. Публикуется на веб-сайте Storia Dash издательства Takeshobo с апреля 2020 года. На февраль 2025 года было издано десять танкобонов манги. Аниме-сериал был создан студией Project No.9 и транслировался в эфире с июля по октябрь 2023 года. Дорама транслировалась с января по март 2025 года.

## Сюжет
Такума Синодзаки — офисный служащий. Его наставницей на рабочем месте является Сиори Катасэ — миниатюрная и привлекательная молодая женщина, которая занимает позицию его старшего коллеги (сэмпая). Катасэ проявляет к нему тёплое и заботливое отношение, стремясь создать для него комфортную рабочую атмосферу. Несмотря на деловой характер их взаимодействия, Синодзаки испытывает к ней романтические чувства и надеется, что её внимание выходит за рамки обычной профессиональной заботы.

## Персонажи
- Сиори Катасэ (яп. 片瀬 詩織里 Катасэ Сиори) — привлекательная, доброжелательная и миниатюрная молодая женщина, являющаяся сэмпаем Такумы Синодзаки. В рамках наставничества она стремится обеспечить ему комфортную обстановку на рабочем месте. Изначально не замечая его романтического интереса, со временем Катасэ начинает испытывать к нему ответные чувства по мере того, как они всё чаще проводят время вместе.

Сэйю: Хина Татибана, актриса: Томи
- Такума Синодзаки (яп. 篠崎 拓馬 Синодзаки Такума) — добродушный и застенчивый офисный сотрудник, являющийся кохаем Сиори Катасэ. Он влюбляется в неё с первого взгляда и постепенно сближается с ней, надеясь, что их отношения выйдут за рамки обычного коллегиального общения. Синодзаки часто предаётся мечтам о Катасэ, из-за чего его чувства становятся заметны окружающим, что вызывает у него смущение.

Сэйю: Юки Син, актёр: Цубаса Такидзава
- Тинацу Хаякава (яп. 早川 千夏 Хаякава Тинацу) — подруга детства Такумы. Работает в одном отделе с ним и Сиори. Увлекается поп-культурой и аниме, что делает её типичным представителем отаку. Краснеет в присутствии Тихиро.

Сэйю: Юмири Ханамори, актриса: Мито Юкими
- Тихиро Акина (яп. 秋那 千尋 Акина Тихиро) — руководитель отдела и непосредственный начальник Сиори, Такумы и Хаякавы. Отличается склонностью фантазировать о романтических ситуациях с участием своих подчинённых, при этом он не осознаёт, что Хаякава испытывает к нему чувства.

Сэйю: Нобунага Симадзаки, актёр: Косукэ Судзуки
- Ютака Синодзаки (яп. 篠崎 豊 Синодзаки Ютака) — старшая сестра Такумы Синодзаки. Обладая выраженной склонностью к милым и очаровательным вещам, она с одобрением относится к внешности и поведению Сиори и открыто поддерживает идею того, чтобы Такума на ней женился.

Сэйю: Микако Комацу

## Медиа

### Манга
My Tiny Senpai написана и проиллюстрирована мангакой под псевдонимом Сайсо. Публикуется на веб-сайте Storia Dash издательством Takeshobo с 3 апреля 2020 года. Первый танкобон вышел из печати 30 октября 2020 года К февралю 2025 года было издано десять томов.
14 февраля 2025 года издательство J-Novel Club анонсировало, что будет публиковать мангу на английском языке.

#### Томики
| № | Дата публикации       | ISBN                   |
| --- | --------------------- | ---------------------- |
| 1 | 30 октября 2020 года  | ISBN 978-4-80-197105-9 |
| - Главы 1–23 - Бонусная манга 1 (яп. 描き下ろしマンガ① Какиороси манга ити) - Бонусная манга 2 (яп. 描き下ろしマンガ② Какиороси манга ни)                                               |                       |                        |
| 2 | 27 мая 2021 года      | ISBN 978-4-80-197306-0 |
| - Главы 24–38 - Бонусная манга 1 (яп. 描き下ろしマンガ① Какиороси манга ити) - Бонусная манга 2 (яп. 描き下ろしマンガ② Какиороси манга ни)                                              |                       |                        |
| 3 | 30 ноября 2021 года   | ISBN 978-4-80-197476-0 |
| - Главы 39–46 - Бонусная манга (яп. 描き下ろしマンガ какиороси манга) |                       |                        |
| 4 | 30 апреля 2022 года   | ISBN 978-4-80-197615-3 |
| - Главы 47–53 - Интерлюдия (яп. 番外編 Бангай-хэн) - Бонусная манга (яп. 描き下ろしマンガ Какиороси манга)                                                                              |                       |                        |
| 5 | 17 октября 2022 года  | ISBN 978-4-80-197867-6 |
| - Главы 54–61 - Интерлюдия (яп. 番外編 Бангай-хэн) - Бонусная манга 1 (яп. 描き下ろしマンガ① Какиороси манга ити) - Бонусная манга 2 (яп. 描き下ろしマンガ② Какиороси манга ни)         |                       |                        |
| 6 | 17 апреля 2023 года   | ISBN 978-4-80-198009-9 |
| - Главы 62–70 - Интерлюдия 1 (яп. 番外編① Бангай-хэн ити) - Интерлюдия 2 (яп. 番外編② Бангай-хэн ни) - Интерлюдия 3 (яп. 番外編③ Бангай-хэн сан)                                        |                       |                        |
| 7 | 14 сентября 2023 года | ISBN 978-4-80-198156-0 |
| - Главы 71–78 - Бонусный рассказ 1 (яп. おまけ話① Омакэ-банаси ити) - Бонусный рассказ 2 (яп. おまけ話② Омакэ-банаси ни) - Бонусная манга 1 (яп. 描き下ろしマンガ① Какиороси манга ити) |                       |                        |
| 8 | 17 февраля 2024 года  | ISBN 978-4-80-198247-5 |
| - Главы 79–86 - Бонусная манга (яп. 描き下ろしマンガ Какиороси манга) |                       |                        |
| 9 | 17 августа 2024 года  | ISBN 978-4-80-198384-7 |
| - Главы 87–95 |                       |                        |
| 10 | 17 февраля 2025 года  | ISBN 978-4-80-198556-8 |
| - Главы 96–104 - Бонусная манга (яп. 描き下ろしマンガ Какиороси манга) |                       |                        |

### Аниме
Адаптация манги в формат аниме-сериала была анонсирована 17 октября 2022 года. Она была снята на студии Project No.9 режиссёром Мицутоси Сато по сценарию Кэйитиро Оти, Ясуко Аоки и Сатору Сугидзавы. Дизайн персонажей — Хаято Хасигути, композитор — Сумика Хоригути. Эпизоды транслировались со 2 июля по 1 октября 2023 года на телеканале TV Asahi, в блоке NUMAnimation. Песня во вступительной заставке — «Honey», исполненная певцом Тоей Кобаяси, в заключительной — «Sugar», исполненная певицей Юкой. Сервис потокового вещания Crunchyroll транслировал сериал за пределами Азии.

#### Список серий
| №  | Название | Режиссёр                   | Автор сценария   | Раскадровщик                               | Дата премьеры         |
| -- | --- | -------------------------- | ---------------- | ------------------------------------------ | --------------------- |
| 1  | My Senpai Is Small and Cute («Моя сэмпай маленькая и милая») «Ути но кайся но сэмпай ва ти:сакутэ каваий» (うちの会社の先輩は小さくて可愛い)                                                     | Такафуми Хино              | Сатору Сугидзава | Мицутоси Сато                              | 2 июля 2023 года      |
| 2  | Despite Appearances, I'm More the Big Sister Type. («Несмотря на внешний вид, я веду себя скорее как старшая сестра, да?») «Ко: миэтэ игай то онэ:-сан дэсё?» (こう見えて意外とお姉さんでしょ？) | Ёхэй Фукуи                 | Сатору Сугидзава | Ёхэй Фукуи, Кодзи Ёсикава и Хикару Такэути | 9 июля 2023 года      |
| 3  | Is This How I Look to You? («Так я выгляжу в твоих глазах?») «Ватаси ттэ, конна фу: ни миэтэру н дэсу ка?» (私って、こんな風に見えてるんですか？)                                                | Томофуми Накахаси          | Кэйитиро Оти     | Кодзи Ёсикава и Хикару Такэути             | 16 июля 2023 года     |
| 4  | When It Comes to Him, I'm Not Sure Yet... («Что касается него, я пока не уверена...») «Синодзаки-сан но кото ва, мада...» (篠崎さんの事は、まだ・・・)                                           | Таканори Яно               | Ясуко Аоки       | Нориаки Сайто                              | 30 июля 2023 года     |
| 5  | Shall We Go Somewhere Before We Head Home? («Пойдём куда-нибудь по пути домой?») «Ёримитиситэ каэримасэн ка?» (寄り道して帰りませんか？)                                                         | Масаюки Мацумото           | Ясуко Аоки       | Хироюки Симадзу                            | 6 августа 2023 года   |
| 6  | I Can't Resist My Instincts! («Я не могу противостоять своим инстинктам!») «Хонно: ни арагаэнай!» (本能に抗えない！)                                                                             | Акира Като                 | Кэйитиро Оти     | Ёхэй Фукуи и Хироаки Симура                | 20 августа 2023 года  |
| 7  | You Sure You Don't Want One? («Точно не хочешь?») «Хонто: ни иранай н дэсу ка?» (本当にいらないんですか？)                                                                                       | Томофуми Накахаси          | Кэйитиро Оти     | Кодзи Ёсикава и Хикару Такэути             | 27 августа 2023 года  |
| 8  | Isn't It Time for Good Boys to Go to Sleep? («Не пора ли хорошим мальчикам ложиться спать?») «Ий ко ва нэру дзикан дэсу ё?» (良い子は寝る時間ですよ？)                                           | Таканори Яно               | Ясуко Аоки       | Хироюки Симадзу                            | 3 сентября 2023 года  |
| 9  | He Wants to Talk Privately... («Он хочет поговорить наедине...») «Футариккири дэ ханаситай кото...» (2人っきりで話したい事・・・)                                                                | Акира Като                 | Кэйитиро Оти     | Нориаки Сайто                              | 10 сентября 2023 года |
| 10 | Even If We're Just Playing, He's My Kohai... («Даже если мы просто играем, он мой кохай...») «Гокко то ва иэ, ко:хай-сан то...» (ごっことはいえ、後輩さんと・・・)                               | Масаюки Мацумото           | Кэйитиро Оти     | Кодзи Ёсикава и Хикару Такэути             | 17 сентября 2023 года |
| 11 | Can I Give You a Big Hug? («Можно я тебя крепко обниму?») «Гюттоситэмитэ ий дэсу ка?» (ぎゅっとしてみていいですか？)                                                                             | Пак Хван Су и Таканори Яно | Ясуко Аоки       | Мицутоси Сато и Ю Нобута                   | 24 сентября 2023 года |
| 12 | A Story About the Tiny Senpai Where I Work («Рассказ о крошечной сэмпай с моей работы») «Ути но кайся но ти:сай сэмпай но ханаси» (うちの会社の小さい先輩の話)                                   | Акира Като                 | Кэйитиро Оти     | Хироюки Симадзу                            | 1 октября 2024 года   |

### Дорама
Телевизионная адаптация была создана компаниями J:COM BS и LesPros Entertainment.Анонсирована 15 ноября 2024 года. Масаси Комура и Ко Нисигути написали и срежиссировали эпизоды. Хидэкадзу Сакамото написал музыку, а Тацуя Нагахара, Токи Мурасаки, Кёхэй Моринага и Кадзухиро Гото выступали в качестве продюсеров. Сериал транслировался на BS Shochiku Tokyu с 15 января по 26 марта 2025 года. Песня во вступительной заставке — «Hatsukoi Juice», исполненная идол-группой ＃2i2, в заключительной — «Memories» (яп. メモリーズ Мэмори:дзу, «Воспоминания»), исполненная группой Amayadori.

## Отзывы
В 2020 году манга заняла 11-е место в Next Manga Award в категории веб-манги. К августу 2023 года тираж манги превысил один миллион экземпляров. В 2025 году американское издание манги было номинирована на премию «Лучший леттеринг» на второй Американской премии манги Anime NYC и японского сообщества.

## Заметки
1. 1 2  Телеканал TV Asahi объявил, что премьера сериала состоится 1 июля 2023 года в 25:30, что фактически соответствует 1:30 ночи 2 июля по японскому времени[20].
2. ↑  Все английские названия взяты с Crunchyroll[23].
3. 1 2 3  Информация взята из титров каждого эпизода.
4. ↑  Эта серия была отложена на неделю от первоначально запланированной даты выхода в эфир 23 июля 2023 года[25].
5. ↑  Этот эпизод вышел в эфир телеканала TV Asahi в 1:50 JST, с задержкой на 20 минут от расписания[25].
6. ↑  Эта серия была отложена на неделю от первоначально запланированной даты выхода в эфир 13 августа 2023 года[26].
7. ↑  Этот эпизод вышел в эфир телеканала TV Asahi в 2:00 JST, с задержкой на 30 минут от расписания.